# 湘军水师造船厂遗址
湘军水师造船厂遗址，位于湖南省衡阳市石鼓区筷子洲，为衡阳市文物保护单位。

## 历史
湘军统帅曾国藩在与太平天国作战时，深感需要一支强大的水师来对抗太平军水师，于是向咸丰帝上书请求建立水师。
1853年初，经咸丰帝同意，曾国藩和彭玉麟来到衡阳开创湘军水师，在筷子洲兴建造船厂造船。
湘军水师东征天平天国时，乘用的长龙、快蟹、舢板三类船只，皆出于此。
2016年，衡阳市政府拟在石鼓区合江套地段建立衡阳市首座工业博物馆，将会重点收集湘军造船技术方面的资料，及曾国藩、彭玉麟的物品展示。